# Conception de turbine éolienne

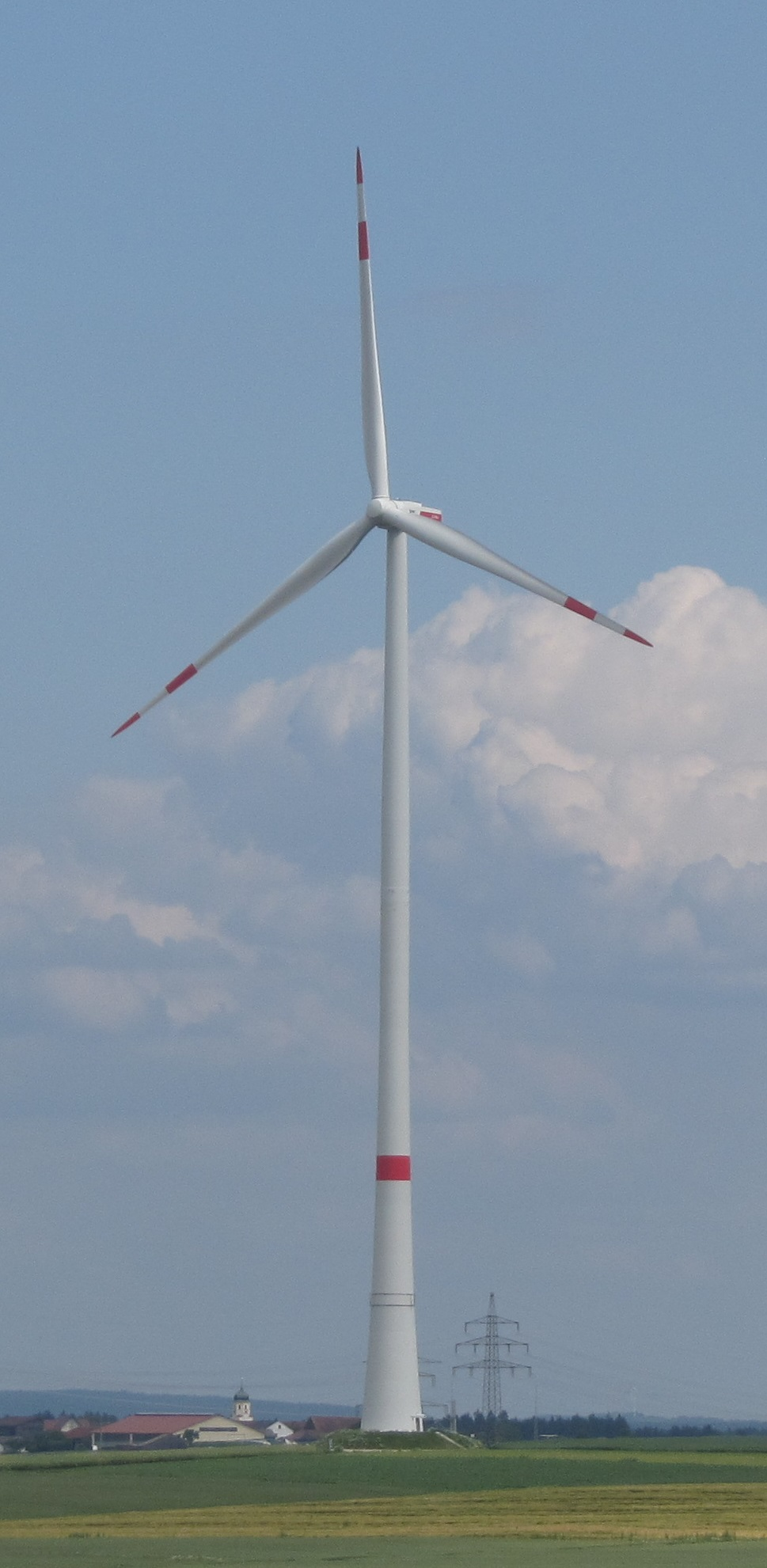
Un exemple d'éolienne, cette turbine à 3 pales est le design classique des éoliennes modernes.

La conception de turbines éoliennes est le processus de définition de la forme et des spécifications d'une éolienne afin d'extraire efficacement l'énergie du vent,. 
Une installation d'éolienne intègre les équipements nécessaires pour capter l'énergie du vent, orienter la turbine dans le vent, transformer la rotation mécanique en énergie électrique et d'autres systèmes pour démarrer, arrêter et contrôler la turbine.
Cet article couvre la conception des turbines éoliennes à axe horizontal (HAWT) puisque la majorité des turbines commerciales utilisent cette conception.
En plus de la conception aérodynamique des pales, la conception d'un système d'énergie éolienne complet doit également prendre en compte la conception du moyeu, des commandes, du générateur, de la structure de support et des fondations. D'autres problèmes de conception se posent lors de l'intégration des éoliennes dans les réseaux électriques.

## Aérodynamique

Composants de turbines éoliennes: 8- Anémomètre 10-Boîte de vitesses

La forme et les dimensions des pales de l'éolienne sont déterminées par les performances aérodynamiques requises pour extraire efficacement l'énergie du vent et par la force nécessaire pour résister aux forces sur la lame.
L'aérodynamique d'une éolienne à axe horizontal n'est pas simple. Le flux d'air aux lames n'est pas le même que le flux d'air loin de la turbine. La nature même de la façon dont l'énergie est extraite de l'air provoque également l'évacuation de l'air par la turbine. En outre, l'aérodynamique d'une éolienne à la surface du rotor présente des phénomènes rarement observés dans d'autres champs aérodynamiques.
En 1919, le physicien Albert Betz a montré que pour une machine hypothétique d'extraction d'énergie éolienne idéale, les lois fondamentales de la conservation de la masse et de l'énergie limitent à 16⁄27 (59,3 %) l'énergie cinétique du vent qui peut être capturée. La limite de Betz peut être approchée par les conceptions de turbines modernes qui peuvent atteindre 70 à 80 % de cette limite théorique.

## Contrôle de puissance
La vitesse de rotation d'une éolienne doit être contrôlée pour une génération d'énergie efficace et pour maintenir les composants de la turbine dans les limites de vitesse et de couple pour lesquelles ils ont été  conçus. La force centrifuge sur les pales augmente en fonction du carré de la vitesse de rotation, ce qui rend cette structure sensible à la survitesse. Parce que la puissance du vent augmente comme le cube de la vitesse du vent, les turbines doivent être construites pour survivre à des charges de vent beaucoup plus élevées (comme lors des rafales de vent) que celles pour lesquelles elles peuvent pratiquement générer de l'énergie. Les turbines éoliennes ont des mécanismes permettant de réduire le couple supporté dans les vents forts.
Une éolienne est conçue pour produire de l'énergie sur une gamme de vitesses du vent. La vitesse minimale du vent est d'environ 3-4 m/s pour la plupart des turbines et la vitesse maximale d'environ 25 m/s.